# Red Arrows Football Club
Maillots
Actualités
Le Red Arrows Football Club est un club zambien de football basé à Lusaka. Le club évolue actuellement dans le championnat de Zambie de football.

## Histoire
Il dispute à deux reprises la Coupe des coupes, en 1984 et 1990.
Le club remporte le championnat de Zambie de première division pour la première fois de son histoire lors de la saison 2004 et participe pour la première fois à la Ligue des champions d'Afrique, en 2005.
Il participe également à trois reprises à la Coupe de la confédération, en 2005, 2009 et 2012.
Le Red Arrows FC est sacré champion de Zambie pour la deuxième fois de son histoire lors de la saison 2021-2022, validant son nouveau titre sur une victoire contre le Chambishi FC le 24 avril 2022 (4-1 score final).
Lors de la saison 2023-2024, le Red Arrows FC remporte le troisième titre de champion de Zambie de son histoire, après une victoire par un but à zéro face au Zanaco FC. Il termine le championnat avec douze points d'avance sur son dauphin, le ZESCO United FC.
Le Red Arrows est battu au Deuxième tour préliminaire de l'édition 2024-2025 de la Ligue des champions de la CAF par le TP Mazembe, s'inclinant à l'aller à domicile (0-2) comme au retour (2-1) à Lubumbashi.

## Palmarès
- Championnat de Zambie (3)
  - Champion : 2004, 2022,  2024
  - Vice-champion : 2008

- Coupe de Zambie (2)
  - Vainqueur : 2007, 2024
  - Finaliste : 2005, 2006, 2022

## Anciens joueurs
- Adubelo Phiri